# Бонифаций VI
Бонифаций VI (лат. Bonifatius PP. VI; IX век — 19 апреля 896) — папа римский с 4 по 19 апреля 896 года.

## Биография
Римлянин, сын епископа по имени Адриан.
Когда ему было за семьдесят, он был понижен в должности и отлучен папой Иоанном VIII, возможно, за разврат или по политическим причинам. Причём в первый раз он был понижен в должности до иподиакона и отлучён, а во второй раз отлучение было снято, он был реабилитирован в качестве диакона и возведён в священники, но после этого вновь отлучён. Иоанн VIII так и не реабилитировал Бонифация, так что скорее всего, это сделал кто-либо из преемников Иоанна — Марин I, Адриан III, Стефан V или Формоз.
Когда он был избран папой в апреле 896 года вместо Формоза, Бонифаций был в сане субдиакона. Через 15 дней, 19 апреля, было объявлено, что Бонифаций умер от подагры. Принято считать, что к его смерти приложил руку его преемник Стефан VI (VII). В 898 году папа Иоанн IX объявил избрание Бонифация на папский трон юридически недействительным.